# Gloster Grebe
Il Gloster Grebe (Colimbo (Strolaga) in inglese) era un biplano da caccia sviluppato dall'azienda britannica Gloster Aircraft Company nei primi anni venti.
Il Grebe deve la sua notorietà per essere stato il primo caccia post-bellico della Royal Air Force e per essere stato utilizzato per test come caccia parassita sul dirigibile R33. Rimase in servizio di prima linea fino all'estate del 1928, quando venne affiancato e successivamente sostituito dal Gloster Gamecock, sostanzialmente uno sviluppo del Grebe.

## Storia del progetto
Il Grebe venne sviluppato dalla partire dal Gloster Grouse un biplano sperimentale (da cui venne anche ricavata una versione d'addestramento con la designazione Grouse Mk II).
Il nuovo caccia andava a sostituire i Sopwith Snipe, e sebbene il Grebe fosse il primo velivolo da caccia ad essere sviluppato dopo la prima guerra mondiale ad entrare in servizio nella RAF, non si discostava molto dal suo predecessore, mantenendo la stessa architettura biplana e il medesimo armamento (due mitragliatrici Vickers da 7,7 mm) del suo predecessore.

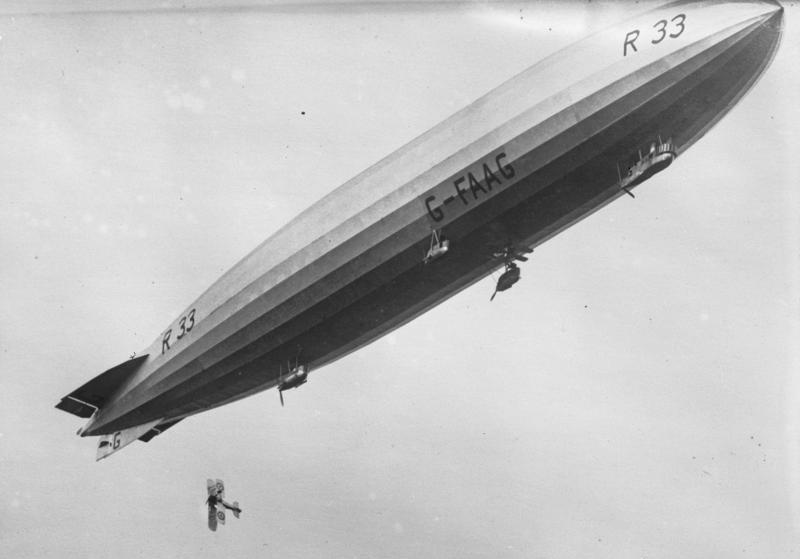
Due Gloster Grebe furono impiegati, il 26 ottobre 1926, per un test, come caccia parassita, sul dirigibile R33.

Il velivolo si dimostrò subito molto agile, sebbene caratterizzato dalla presenza di vibrazioni sulle ali. Questo problema costrinse la RAF a modificare tutti i Grebe in dotazione con montanti interalari addizionali.
Queste modifiche consentirono al Grebe di diventare il primo caccia della RAF a toccare in picchiata la velocità di 386 km/h (velocità terminale in picchiata).
Nell'ottobre del 1926, due Gloster Grebe, con opportune modifiche all'ala superiore vennero utilizzati per prove di lancio dal dirigibile R33, dopo che l'anno prima analoghe prove erano state effettuate con successo dal monoplano ultraleggero, de Havilland DH.53 Humming Bird. La prova avvenne il 21 ottobre e lo sgancio venne effettuato da una quota di circa 610 m: dopo il lancio dal dirigibile, i due Grebe fecero ritorno alla base. Nonostante l'esperimento fosse stato compiuto con successo, non ci furono ulteriori seguiti.
Un Gloster Grebe venne donato alla Nuova Zelanda da Sir Henry Wingram, successivamente altri due Grebe vennero acquisiti dalla New Zealand Permanent Air Force (poi Royal New Zealand Air Force), dove operarono fino a metà degli anni trenta.

## Versioni
Gloster Grouseprototipo sperimentale.
Grebe Mk Iversione preserie da caccia monoposto, prodotta in 4 esemplari.
Grebe Mk IIversione da caccia monoposto di produzione in serie, prodotta in 129 esemplari.
Grebe (Dual)versione biposto da addestramento.

## Utilizzatori
Nuova Zelanda
- New Zealand Permanent Air Force
  - Pilot Training School
- Royal New Zealand Air Force

 Regno Unito
- Royal Air Force